# Zeiningen
Zeiningen (gsw. Zeinige) – gmina (niem. Einwohnergemeinde) w Szwajcarii, w kantonie Argowia, w okręgu Rheinfelden. Liczy 2 400 mieszkańców (31 grudnia 2020). Leży w regionie Fricktal.